# Kıca
Kıca, auch Kıcaköy, ist ein ehemaliges Dorf, heute eine Mahalle im Bezirk Silifke der türkischen Provinz Mersin. Der Ort hat etwa 320 Einwohner. Er liegt im mittleren Taurusgebirge etwa 40 Kilometer nordwestlich von Silifke und 80 Kilometer westlich der Provinzhauptstadt Mersin. Er ist über eine von Mut nach Uzuncaburç führende Landstraße zu erreichen.
Der Ort stand 2008 wegen eines Sexstreiks der Frauen wegen der Wasserversorgung in den Medien.